# Saddle Island (Südgeorgien)
Saddle Island (englisch für Sattelinsel) ist eine Insel im Archipel Südgeorgiens im Südatlantik. Sie liegt unmittelbar westlich des Laws Point vor der Einfahrt zum Wilson Harbour.
Wissenschaftler der britischen Discovery Investigations kartierten sie zwischen 1930 und 1931 und gaben ihr den deskriptiven Namen, nachdem sie ab 1881 auch unter dem Namen Franklin-Insel bzw. Franklin Island beschrieben worden war.